# Nuevo Pochote
Nuevo Pochote är en ort i Mexiko.   Den ligger i kommunen Emiliano Zapata och delstaten Tabasco, i den sydöstra delen av landet, 800 km öster om huvudstaden Mexico City. Nuevo Pochote ligger 11 meter över havet och antalet invånare är 200.
Terrängen runt Nuevo Pochote är mycket platt. Runt Nuevo Pochote är det ganska tätbefolkat, med 56 invånare per kvadratkilometer. Närmaste större samhälle är Emiliano Zapata, 12,9 km sydväst om Nuevo Pochote. Omgivningarna runt Nuevo Pochote är en mosaik av jordbruksmark och naturlig växtlighet.